# Polnische Davis-Cup-Mannschaft
Die polnische Davis-Cup-Mannschaft ist die Tennisnationalmannschaft Polens.

## Geschichte
Seit 1925 nimmt Polen am Davis Cup teil. 2016 war die Mannschaft erstmals in der Weltgruppe vertreten. Erfolgreichster Spieler ist Bartłomiej Dąbrowski mit insgesamt 37 Siegen. Mit 34 Teilnahmen ist Marcin Matkowski Rekordspieler.